# Lythrum lineare
Lythrum lineare är en fackelblomsväxtart som beskrevs av Carl von Linné. Lythrum lineare ingår i släktet fackelblomstersläktet, och familjen fackelblomsväxter. Inga underarter finns listade i Catalogue of Life.